# Infamous (álbum)
Infamous —en español: Infame— es el segundo álbum de la banda estadounidense de metalcore Motionless in White, lanzado al mercado el 12 de noviembre de 2012 a través del sello discográfico Fearless Records.  El álbum fue producido por Jason Suecof y Tim Sköld y fue lanzado el 13 de noviembre de 2012. El álbum fue revelado el 20 de septiembre de 2012. 
Infamous es el primer álbum con la participación del bajista Devin "Ghost" Sola y también fue el último lanzamiento de la banda con el batería desde hace mucho tiempo y cofundador de la banda, Angelo Parente. El álbum ha vendido 83 000 copias a partir de septiembre de 2014.

## Recepción
Infamous ha recibido críticas positivas de los críticos de música contemporánea. Alternative Press dio Infamous 5 de 5 estrellas, diciendo que "Motionless In White ha probado definitivamente su punto y lo llevó a cabo bien" y que suena similar a Marilyn Manson y sus compañeros de sello The Word Alive. Kerrang! dio 4/5 de K, diciendo que el álbum Infamous "suena como el álbum Born Villain de Marilyn Manson debería haber sido", y que "monstruo de un álbum de este ambicioso Frankenstein verá a Motionless In White convertirse en la nueva banda favorita de muchas personas".

## Lista de canciones
| N.º | Título                                                 | Escritor(es)                                  | Duración |  |
| 1.  | «Black Damask (The Fog)»                               | Chris Cerulli, Mick Kenney                    | 3:51     |  |
| 2.  | «Devil's Night»                                        | Cerulli, Ricky Olson, Drew Fulk, Jason Suecof | 3:58     |  |
| 3.  | «A-M-E-R-I-C-A» (con Michael Vampire)                  | Cerulli                                       | 3:37     |  |
| 4.  | «Burned at Both Ends»                                  | Cerulli, Suecof                               | 3:30     |  |
| 5.  | «The Divine Infection»                                 | Cerulli                                       | 3:38     |  |
| 6.  | «Puppets 2 (The Rain)» (con Bjorn Strid)               | Cerulli, Suecof, Olson                        | 4:57     |  |
| 7.  | «Sinematic»                                            | Cerulli                                       | 4:49     |  |
| 8.  | «If It's Dead, We'll Kill It» (con Brandan Schieppati) | Cerulli                                       | 3:11     |  |
| 9.  | «Synthetic Love»                                       | Cerulli, Suecof, Michael Kenny                | 3:32     |  |
| 10. | «Hatefuck»                                             | Cerulli                                       | 3:11     |  |
| 11. | «Underdog»                                             | Cerulli, Suecof, Fulk, Kenny                  | 3:56     |  |
| 12. | «Infamous»                                             | Cerulli                                       | 4:23     |  |

Deluxe edition
| Deluxe edition bonus tracks |                                             |          |  |
| N.º                         | Título                                      | Duración |  |
| 13.                         | «Sick from the Melt» (con Trevor Friedrich) | 3:24     |  |
| 14.                         | «Fatal»                                     | 5:19     |  |
| 15.                         | «A-M-E-R-I-C-A (Celldweller Remix)»         | 3:58     |  |
| 16.                         | «Underdog (Ricky Horror Remix)»             | 4:34     |  |
| 17.                         | «Sinematic (Combichrist Remix)»             | 5:02     |  |
| 18.                         | «A-M-E-R-I-C-A (Radio Mix)»                 | 3:31     |  |

## Personal
| Motionless in White - Chris "Motionless" Cerulli - voz, programación - Ricky "Horror" Olson - guitarra rítmica, coros, programación - Ryan Sitkowski - guitarra líder - Devin "Ghost" Sola - bajo, coros - Angelo Parente - batería - Brandon "Rage" Richter - batería (deluxe edition) - Joshua Balz - teclados, sintetizador, coros | Producción - Jason Suecof - producción (pistas 1, 2, 4, 6, 8, 9, 11), producción adicional (tracks 3,5), mezclado - Tim Sköld - producción (pistas 3, 5, 7, 10, 12), mezclado - Chris Motionless - coproducción - Eyal Levi - mezclado - Alan Douches - masterización |

## Posicionamiento en listas
| Listas (2012)                         | Mejor posición |
| ------------------------------------- | -------------- |
| Estados Unidos (Billboard 200)        | 53             |
| Estados Unidos (Independent Albums)   | 9              |
| Estados Unidos (Top Hard Rock Albums) | 5              |
| Estados Unidos (Top Rock Albums)      | 19             |